# いろは丸
いろは丸（いろはまる）は、江戸時代末期の1860年代にイギリスで建造され、伊予国大洲藩（現在の愛媛県大洲市）が所有していた蒸気船。大洲藩が船を購入した際に「伊呂波丸」に改名されたという。「以呂波丸」と表記されることもある。45馬力の蒸気機関を有しておりマスト3本を持ち帆走も可能であった。坂本龍馬の海援隊による運航中に紀州藩の明光丸と衝突事故を起こしたことで知られる。なお、薩摩藩が同船を保有していたことがあり、このときの船名は「安行丸」であった。また、同時期に同藩が建造した日本最初の西洋型帆走船も「いろは丸」であるが、関係はない。

## 概要
1862年（文久2年）にイギリス（スコットランド）のグリーノックで建造された。全長54m。1863年（文久3年）に薩摩藩がトーマス・ブレーク・グラバーから購入した。
その後、薩摩藩の手を離れたが、1866年（慶応2年）に大洲藩から新式銃器購入のため派遣されていた国島紹徳が、薩摩藩士五代才助（五代友厚）の斡旋もあり銃器にかえて蒸気船を購入することになった。かねてから国島は蒸気船の必要を感じており同志と相談済みだったと伝えられるが、計画変更の経緯の詳細は分かっておらず、藩に無断の購入だったため藩内守旧派の者を中心に激しい非難を受けた。
いろは丸は大洲藩による購入後、藩士の国島紹徳・井上将策のほか、土佐藩出身の坂本龍馬など海援隊の隊員が乗り組んで長浜に回航された。最初の回航の様子について、「豊川渉日記抜抄」では藩の許可のもとに購入されたものでなかったため、薩摩藩の船として島津家の紋所を掲げて航海したとしている。しかし、長崎への出航後、同年11月に長浜に帰港した際には藩主加藤家の紋所を掲げて入港したとされており、藩当局からも一応の了解が得られたものとみられる。大洲藩は幕府に対して、船は城下町人対馬屋定兵衛が購入したもので、藩士が乗り組んで航海訓練及び交易にあたる旨を届け出た。
1867年（慶応3年）4月、長崎から大坂へ小銃・弾薬を輸送する必要が生じていた土佐藩から、後藤象二郎がいろは丸の貸与を大洲藩に求めてきた。そこで土佐藩への貸与が成立し、大洲藩士にかわって坂本龍馬ら海援隊員が乗り組んで長崎を出港した。しかし、1867年5月26日（慶応3年4月23日）、瀬戸内海を航行中に紀州藩の明光丸（880トン）と衝突し、鞆の浦まで曳航中に沈没した。
なお「いろは丸想像図」（画：岡部澄雄、高知県立坂本龍馬記念館蔵）には外輪船が描かれている。いろは丸の再現を盛り込んだ福山市営渡船「平成いろは丸」の建造基本計画でも、いろは丸は外輪船として検討されている（ただし平成いろは丸は安全性・効率性のため外輪は装備しないとされた）。一方、勝海舟の『海軍歴史』はスクリュー船だったとしている。
船体調査からスクリュー船の可能性が指摘されているが、未だ不明とされ今後詳細な調査が必要とされている。

## 要目
- 母港 伊予国大洲藩長浜（現在の愛媛県大洲市長浜町）
- 全長 30間
- 全幅 3間
- 深さ 2間
- トン数 160トン[4]
- 機関45馬力、マスト3本あり、帆走可能

## 年譜
1862年
イギリス（スコットランド）のグリーノックで建造、アビゾ号（アビソ号）と命名される。
1863年
薩摩藩が、武器商人グラバーから安行丸として購入。
1865年
薩摩藩士五代友厚により、「安行丸」がマカオ生まれのポルトガル人ロウレイロ（デント商会）へ売却。
1866年
9月22日（旧暦慶応2年8月14日）。大洲藩郡中奉行の国島六左衛門が、在長崎ポルトガル領事館事務局において、坂本龍馬と五代友厚の仲介により、大洲公の代理人として商人兼ポルトガル領事のジョゼ・ダ・シルヴァ・ロウレイロと契約を交わし、アビゾ号を4万メキシコ・パタカ（1万両相当）で購入。いろは丸と改名される。

1867年
1月22日（慶応2年12月16日）。オランダ商人アルフォンス・ボードウィンから城下御用商人・対島屋定兵衛が購入したとして、大洲藩がいろは丸を江戸幕府に届け出る。
1月30日（慶応2年12月24日）に国島六左衛門が長崎で切腹（享年38）。遺体は大洲に搬送され、大洲の寿永寺の墓地に埋葬された。表向きの切腹の理由は、長崎に鉄砲を買い付けに行ったにもかかわらず独断でいろは丸を購入した責任を取らされたためとされるが、藩内世論の激変が背景にあったようである。
4月。大洲藩が、いろは丸の海運業務のため、海援隊と一航海15日につき500両の使用契約を交わす。
5月22日（慶応3年4月19日）。龍馬ら海援隊の操船により、大坂に向けて長崎を出航。
5月26日（慶応3年4月23日）。紀州藩船明光丸と衝突し、積荷ごと沈没（後述）。

## いろは丸沈没事件

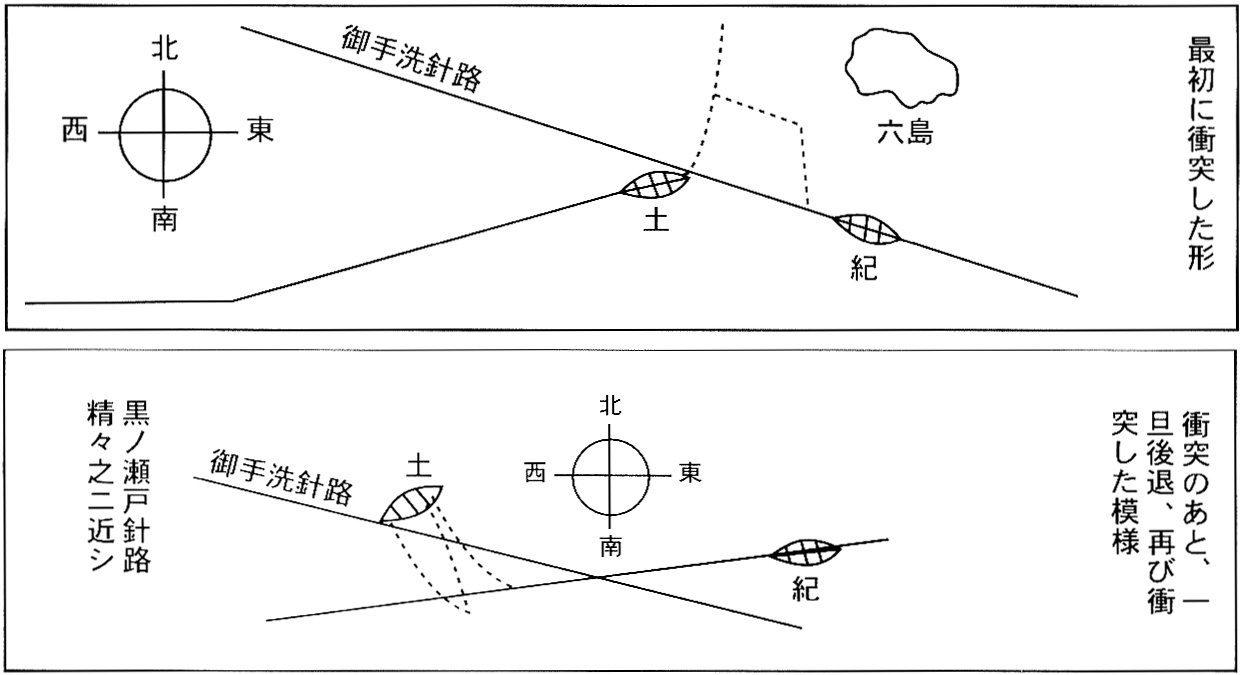
いろは丸と明光丸の海路図
『坂本龍馬関係文書 第二』（岩崎英重、大正15年）に基づく解説。

### 経緯
1867年5月26日（慶応3年4月23日）、いろは丸は大洲藩から借り受けた海援隊による操縦のもとで大坂に向かって瀬戸内海を航行中であった。
23時頃に、長崎港に向けて同海域を航行していた紀州藩の軍艦・明光丸（船長高柳楠之助）が備中国笠岡諸島（現在の岡山県笠岡市）の六島（北緯34度18分16.0秒 東経133度31分53.7秒 / 北緯34.304444度 東経133.531583度）付近で進路が交差・接近した。いろは丸が取舵、明光丸が面舵をとり、同じ方角に回避行動をとった結果、両船は衝突した。明光丸はイギリスで建造された長さ四十二間、幅六間、深さ三間半、百五十馬力、八百八十七トンの蒸気船であり、彼我の差はあまりにも大きく、更にいったん後退した明光丸が再び前進して再度衝突を起こしたため、いろは丸は大破した。

いろは丸は自力航行不能となり、明光丸が船舶の修理施設の整った近くの備後国沼隈郡鞆の浦まで曳航することとなったが、風雨が激しくなった翌日早朝、鞆の南10km付近にある沼隈郡宇治島（北緯34度18分52.7秒 東経133度27分55.8秒 / 北緯34.314639度 東経133.465500度）沖で沈没した。坂本龍馬はじめ海援隊士などいろは丸乗組員は全員明光丸に乗り移っており、死者は発生しなかった。

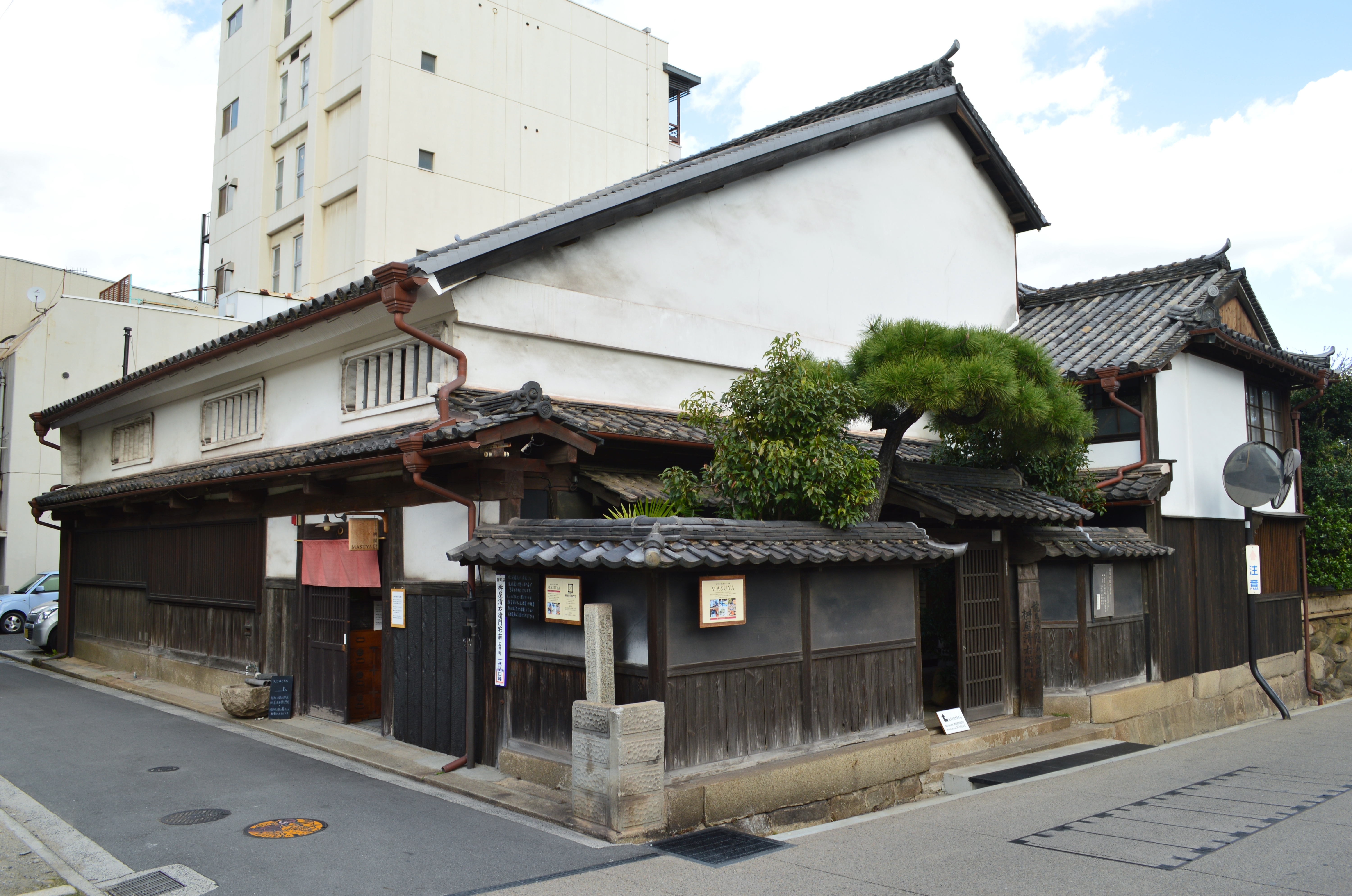
坂本龍馬が泊まった桝屋清右衛門宅（広島県福山市・）

その後、龍馬らは鞆の浦に上陸した。龍馬は紀州藩の用意した廻船問屋の桝屋清右衛門宅や対潮楼に4日間滞在し賠償交渉を行った。紀州藩側は幕府の判断に任せるとしたが、龍馬は当時日本に持ち込まれたばかりで自身が精通している万国公法を持ち出し、紀州藩側の過失を追及した。
一度目の衝突に至るまでのいろは丸の操船は、当時の国際ルールに照らしても重大な過失があったとする説が現在では有力であるが（いろは丸の取舵は右側通行を原則とする行き合い船の航法に違反しており、さらにいろは丸は衝突前に明光丸を進路の右手前方に見ていた蓋然性が極めて高い。これを横切り船の航法に当てはめると、いろは丸こそが回避義務を負う避航船で、より大型で操船自由度が低い明光丸は保持船に相当したということになる。したがって、いろは丸の取舵が、史実通りの面舵か進路の保持で事故を回避できたはずの明光丸との衝突を招いたと言える。また、いろは丸側の主張は高柳家に残された『明光丸ト土佐藩之汽船伊呂波丸ト衝突事件応接筆記』や紀州藩の歴史書『南紀徳川史』での記録と真っ向から対立しており、位置関係上明光丸の紅灯が見えるべきところ緑灯を発見して舵を切ったとするなど不自然であることから、自己の立場を有利にするための偽証であったと目される。なお、紀州藩側はいろは丸が相手に自船の向きを伝える役割をする舷灯を点灯していなかったと主張しているが、証拠となるいろは丸船体が水没したために立証できなかった）、紀州藩は龍馬の交渉術に翻弄された。
明光丸船長の高柳に対し、龍馬は「万国公法に基づき非は明光丸にある」と一方的に主張し、急場の難を救うためとして1万両を要求した。動揺を隠せない高柳は明光丸に搭乗している勘定奉行の茂田一次郎と相談した結果、「金一封（千両）を出す」と返答したが、強気の龍馬はこれを拒絶した。藩命を受けて長崎に向かわなければならず焦る高柳は「1万両を立て替えるから、返済期限を決めよ」とさらに提案するも、龍馬は「1万両は賠償金の一部。それを返済期限を明示せよとは何事か」と反発した。交渉は決裂し、明光丸は長崎に向けて出港し、龍馬は停泊中の長州藩船に乗り込んでその後を追った。
慶応3年5月15日に長崎で交渉が再開された。初日は土佐藩から龍馬・小谷耕蔵・腰越次郎・岩崎弥太郎ら、紀州藩からは高柳楠之助・岡本覚十郎・成瀬国助・福田熊楠らが出席したとされる。龍馬らはミニエー銃400丁など銃火器3万5630両や金塊など4万7896両198文を積んでいたと主張し、航海日誌や談判記録をもとに万国公法にのっとり判断すべきとしたが、紀州藩側は長崎奉行所の公裁を仰ぐべきと反論した。龍馬は「船を沈めたその償いは金を取らずに国を取る」と民衆を煽り紀州藩を批判する自作の俗謡を花街で流行らせた。
紀州藩は龍馬ら海援隊との交渉を避けるようになり、茂田一次郎が土佐藩参政の後藤象二郎と交渉を行った。このとき茂田は後藤に対し「一戦も覚悟」と激怒していたが、五代友厚のとりなしもあり、事故から1か月後に紀州藩が折れて積荷代に相当する賠償金8万3526両198文を支払うことが聖福寺での交渉の席で取り決められた。この賠償金額は、現在の貨幣価値に換算すれば164億円（日本銀行高知支店の計算による）にも匹敵する、巨額なものであった。紀州藩の現地責任者だった茂田は、紀州藩の下級藩士の家の生まれでありながら事務方としての能力や人脈を生かして重役の勘定奉行にまで出世した苦労人であったが、この交渉失敗の責任を負わされる形で御役御免（免職）となった。
沈没したいろは丸の船体は1980年代に海底で発見された。その後複数回実施された潜水調査では、いろは丸から朱や鮫皮などの交易品は見つかったものの、龍馬らが主張した銃火器などの積荷はまったく確認されておらず、紀州藩から多額の賠償金をせしめるための「はったり」であったとみられている。賠償金は7万両に減額されたうえで11月7日に長崎で土佐藩に支払われ、更にその後龍馬に支払われるはずだったが、8日後の11月15日に龍馬はその大金を受け取ることなく京都河原町通蛸薬師下ルの近江屋で暗殺された。
この事故は、蒸気船同士の衝突事故としても海難審判事故としても日本で最初の事例とされている。

### 後年の調査
1988年
鞆の浦の有志で結成された「鞆を愛する会」が、鞆の浦から15km沖合の水深27mの海底で沈没船を発見、「水中考古学研究所」が潜水調査を実施し、積載品の種類や年代がいろは丸の記録とほぼ一致することを確認。
1990年
2月にいろは丸沈没場所が、水中遺跡に指定された。
2005年
京都市埋蔵文化財研究所が加わって実施された第4次海底調査で、船体近辺では龍馬等が主張した銃火器等は発見されなかった。
2010年

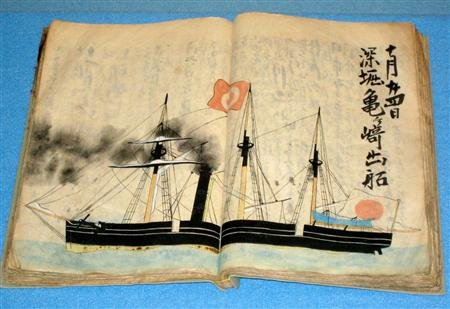
発見されたいろは丸とみられる絵図

4月23日に、大洲市がいろは丸購入契約書（個人所有）の解析結果を発表。大洲藩による幕府への届け出に依拠していた、いろは丸の由来に関する通説が、これにより大きく覆された。
7月27日に、長崎市歴史民俗資料館がいろは丸とみられる絵図の発見を発表。幕末に佐賀藩士が長崎港に入港した艦船などをつづった記録誌「白帆注進外国船出入注進」全3巻（佐賀市の鍋島報效会徴古館所蔵）に掲載されており、旗印が購入した大洲藩の《赤地に蛇の目》であることから間違いないと結論づけた。

## 備考

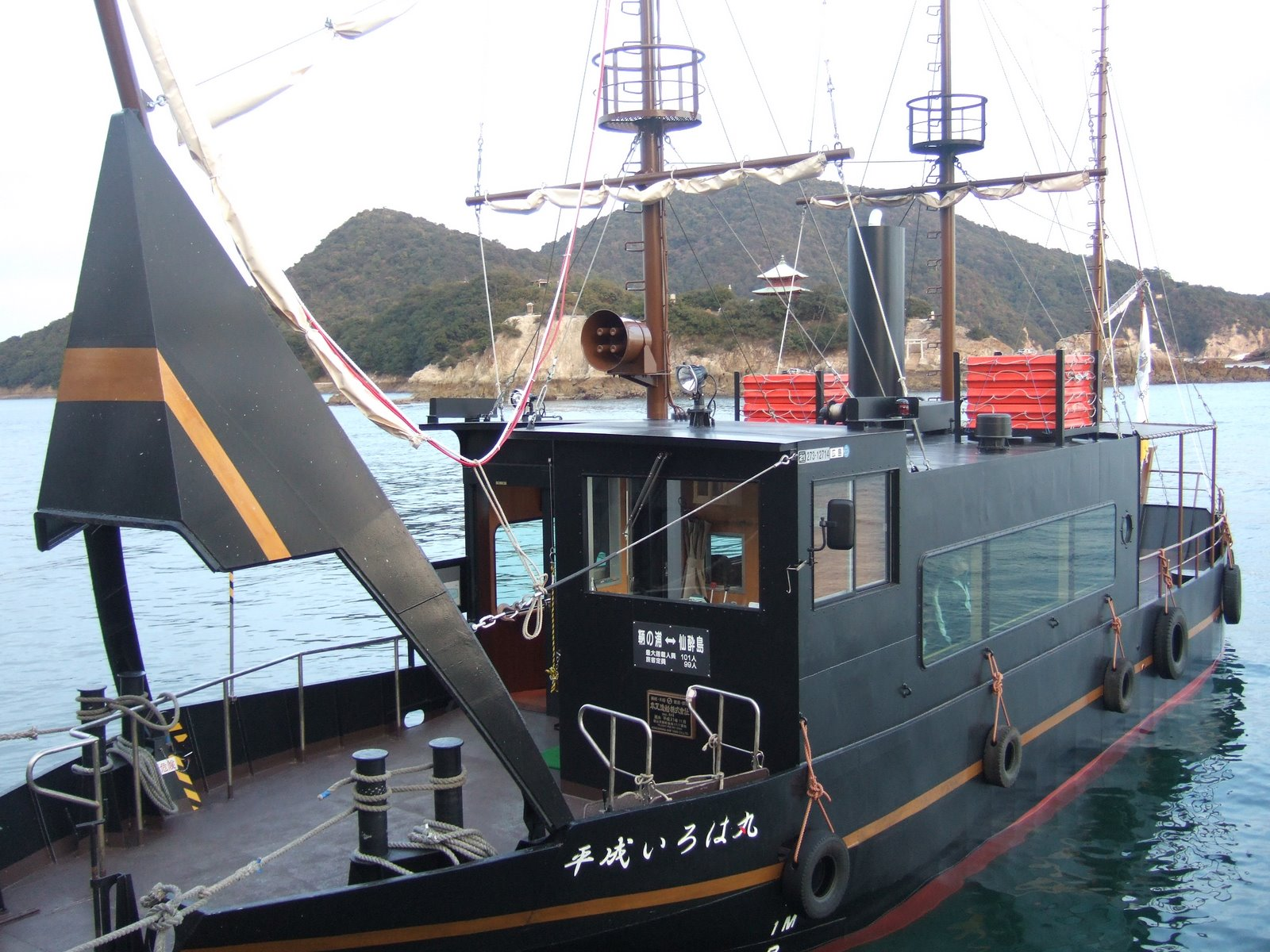
平成いろは丸

- 福山市営渡船（鞆町鞆（鞆の浦）〜仙酔島）で「平成いろは丸」が運航されている（2009年11月30日着水、2010年1月9日就航）[2]。いろは丸を忠実に再現するため、船体の外観は黒で塗装され、客室の内装も当時の雰囲気を感じられるよう木目を基調とし時代物の装飾品を配備している[2]。ただし、平成いろは丸には安全性や効率性のため外輪は装備されていない[2]。